# جائزة وايز للتعليم

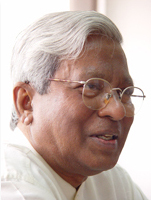

أطلقت جائزة وايز للتعليم في عام 2011 بمبادرة من الشيخة موزا بنت ناصر. وتُعد أول وسام شرف من هذا النوع يحتفي بالإنجاز الفردي أو الجماعي لفريق يتكون من ستة أشخاص كحد أقصى ممن قدموا إسهامات عالمية. وهي بمثابة تقدير عالمي يحتفي بإسهامات عالمية متميزة في مجال التعليم. وتهدف جائزة وايز للتعليم إلى رفع مكانة التعليم من خلال منحه منزلة مرموقة كغيره من المجالات التي تخصص لها جوائز عالمية مثل الأدب، والسلام، والاقتصاد. وتعمل الجائزة على تعزيز مكانة التعليم ودوره الحاسم في جميع المجتمعات. وتعادل الجائزة التي تقدّمها مؤسسة قطر جائزة نوبل للسلام، وتبلغ قيمة الجائزة نصف مليون دولار أمريكي ويتسلمها الفائز مع ميدالية ذهبية. ويمثل الفائزون بجائزة وايز قدوةً لجميع المعنيين بتشييد مستقبل التعليم بوصفه قاعدة لعالم أكثر أمنًا وازدهارًا وديمومًة.

## كيفية اختيار الفائز
ترد الترشيحات لجائزة وايز للتعليم من الأفراد والمؤسسات ذات الالتزام البين بالتعليم مثل الكليّات والمنظمات الدولية والشركات الخاصة. أما المرشحون المؤهلون فيتعين عليهم تقديم إنجازات بارزة لها تأثير دائم على أي من مجالات التعليم، من خلال مقاربات ملهمة ومتبصرة. وتجري الترشيحات بسرية مطلقة ودون علم المرشح أيضًا. ولا تُقبل الترشيحات الذاتية ولا يعلن إلا عن اسم الفائز. وتقوم لجنة جائزة وايز للتعليم في كل عام بتدقيق الترشيحات، ثم يجري اختيار الفائز من قبل لجنة تحكيم دولية مؤلفة من شخصيات مرموقة. ويُعلن اسم الفائز في جلسة افتتاح القمة السنوية، ويتلقى ميدالية ذهبية ومكافأة نقدية قيمتها 500,000 دولار أمريكي.

## الفائزون
- 2011: للسير فاضل حسن عابد، مؤسس ورئيس مجلس إدارة منظمة براك.[3]
- 2012: الدكتور مادهاف شافان، الشريك المؤسس والرئيس التنفيذي لشركة براثام.[4]
- 2013: السيدة فيكي كولبيرت، مؤسِّسة ومديرة مؤسَّسة المدرسة الجديدة وصاحبة الفكرة المشاركة لنموذج تعليم المدرسة الجديدة.[5]
- 2014: السيدة آن كوتون، مؤسس ورئيس منظمة كامفيد.[6]
- 2015: الدكتورة سكينة يعقوبي، مؤسسة المعهد الأفغاني للتعليم.[2]